# Ufficio degli esteri, del Commonwealth e dello sviluppo
L'Ufficio degli esteri, del Commonwealth e dello sviluppo (in inglese: Foreign, Commonwealth and Development Office - FCDO), meglio conosciuto come Ufficio degli esteri (Foreign Office - FO), è un dipartimento governativo del governo britannico responsabile della promozione degli interessi del Paese all'estero. A capo dell'FCO c'è un Segretario di Stato per gli affari esteri, del Commonwealth e dello sviluppo, meglio noto come Foreign Secretary.
L'attuale Segretario di Stato, nel governo di Keir Starmer, è  David Lammy.

## Storia
L'FCDO venne creato nel 1968, dopo aver unito l'Ufficio del Commonwealth (Commonwealth Office) e l'Ufficio degli esteri (Foreign Office). L'Ufficio del Commonwealth era nato nel 1966, dalla fusione tra l'Ufficio per le relazioni del Commonwealth (Commonwealth Relations Office) e l'Ufficio coloniale (Colonial Office); L'Ufficio per le relazioni del Commonwealth a sua volta era nato nel 1947, dalla fusione della Segretario di Stato per gli affari dei dominion (a sua volta staccato dall'Ufficio coloniale nel 1925) e l'Ufficio dell'India.
Il Foreign Office venne creato nel 1782 dall'unione del Segretario di Stato per il Dipartimento del Sud e il Segretario di Stato per il Dipartimento del Nord, ognuno dei quali si occupava degli affari interni ed esteri delle rispettive aree del regno loro assegnate. I due dipartimenti si fusero così nel Foreign Office, mentre i rispettivi uffici per gli affari domestici vennero assegnati all'Home Office.
La carica del "Segretario di Stato per gli affari esteri" fu istituita nel 1782 nel corso della riorganizzazione degli organi di governo in seguito alla quale il Segretario di Stato per il Dipartimento del Sud ed il Segretario di Stato per il Dipartimento del Nord divennero rispettivamente l'Ufficio dell'interno (Home Office) e l'Ufficio degli esteri (Foreign Office).
La carica del "Segretario di Stato per gli affari esteri e del Commonwealth" venne istituita nel 1968 quando le funzioni del Segretario di Stato per gli affari esteri e le funzioni del Segretario di Stato per gli affari del Commonwealth vennero riunite in un singolo ministero.
Il Segretario di Stato per gli affari esteri e del Commonwealth fa parte del Gabinetto del Regno Unito ed è una delle Alte cariche dello stato (Great Offices of the State). Sede di lavoro del Segretario è la sede del Foreign Office, ovvero Whitehall mentre le sue residenze ufficiali sono 1 Carlton Gardens a Londra e Chevening nel Kent.

## Missione dell'FCDO
il 2 dicembre, 2003, l'FCO annunciò otto priorità strategiche da perseguire nei successivi cinque/dieci anni. Nel suo primo documento strategico stabiliva:
1. Garantire la sicurezza globale dal terrorismo e dalle armi di distruzione di massa;
2. Proteggere il Regno Unito da immigrazione illegale, traffico di droga e dalle organizzazioni criminali internazionali;
3. Un sistema internazionale basato sul rispetto delle leggi, per prevenire e risolvere conflitti e dispute territoriali;
4. Promuovere un'effettiva politica di sicurezza europea di vicinato;
5. Promuovere gli interessi economici del Regno Unito in una aperta economia globale semprè più in via d'espansione;
6. Sviluppo sostenibile, sostenuto da democrazia, buona governance e diritti umani;
7. Sicurezza del Regno Unito e fornitura globale di energia;
8. Sicurezza e buon governo dei territori britannici d'oltremare.

### Commonwealth delle nazioni
L'organizzazione intergovernativa del Commonwealth è composta da 53 Stati membri.

### Commonwealth e sviluppo
Ufficio degli esteri, del Commonwealth e dello sviluppo.

### Stati Uniti
- Ufficio per gli affari scozzesi di Washington (Scottish Affairs Office);
- Dipartimento per gli affari esteri gallesi di New York (Welsh External Affairs Department);
- Ufficio dell'Irlanda del Nord di Washington (Northern Ireland Bureau).

### Unione europea
Sedi a Bruxelles:
- Casa della Scozia (Scotland House);
- Casa del Galles (Wales House);
- Ufficio dell'Irlanda del Nord (Northern Ireland Office).